# Микільська волость (Полтавський повіт)
Микільська волость — адміністративно-територіальна одиниця Полтавського повіту Полтавської губернії з центром у селі Микільське.
Станом на 1885 рік — складалася з 48 поселень, 19 сільських громад. Населення 5783 — осіб (2932 осіб чоловічої статі та 2851 — жіночої), 847 дворових господарств.
Деякі поселення волості станом на 1900 рік:
- село Микільське;
- хутір Андрушки;
- хутір Пологи.

Старшинами волості були:
- 1900—1904 роках козак Степан Петрович Андрущенко[2],[3];
- 1913 року козак Іван Іванович Деркач[4]
- 1915 року Петро Тимофійович Мизин[5].